# Estat Català - Partit Proletari
Estat Català-Partit Proletari (EC-PP) fou un partit polític comunista resultant de l'escissió del sector més obrerista i esquerrà d'Estat Català el 1932 i que no va voler integrar-se en l'Esquerra Republicana de Catalunya, però que alhora no volia convergir amb el Bloc Obrer i Camperol. Entre els seus dirigents destacaren Jaume Compte i Canelles, Ramon Fabregat i Arrufat, Pere Aznar i Seseres i Artur Cussó. El seu portaveu fou L'Insurgent. Va fer esforços per bastir un únic partit obrer catalanista, però en no reeixir, el gener del 1934 donà lloc al Partit Català Proletari (PCP).